# Półwysep Iberyjski

Półwysep Iberyjski na mapie Europy

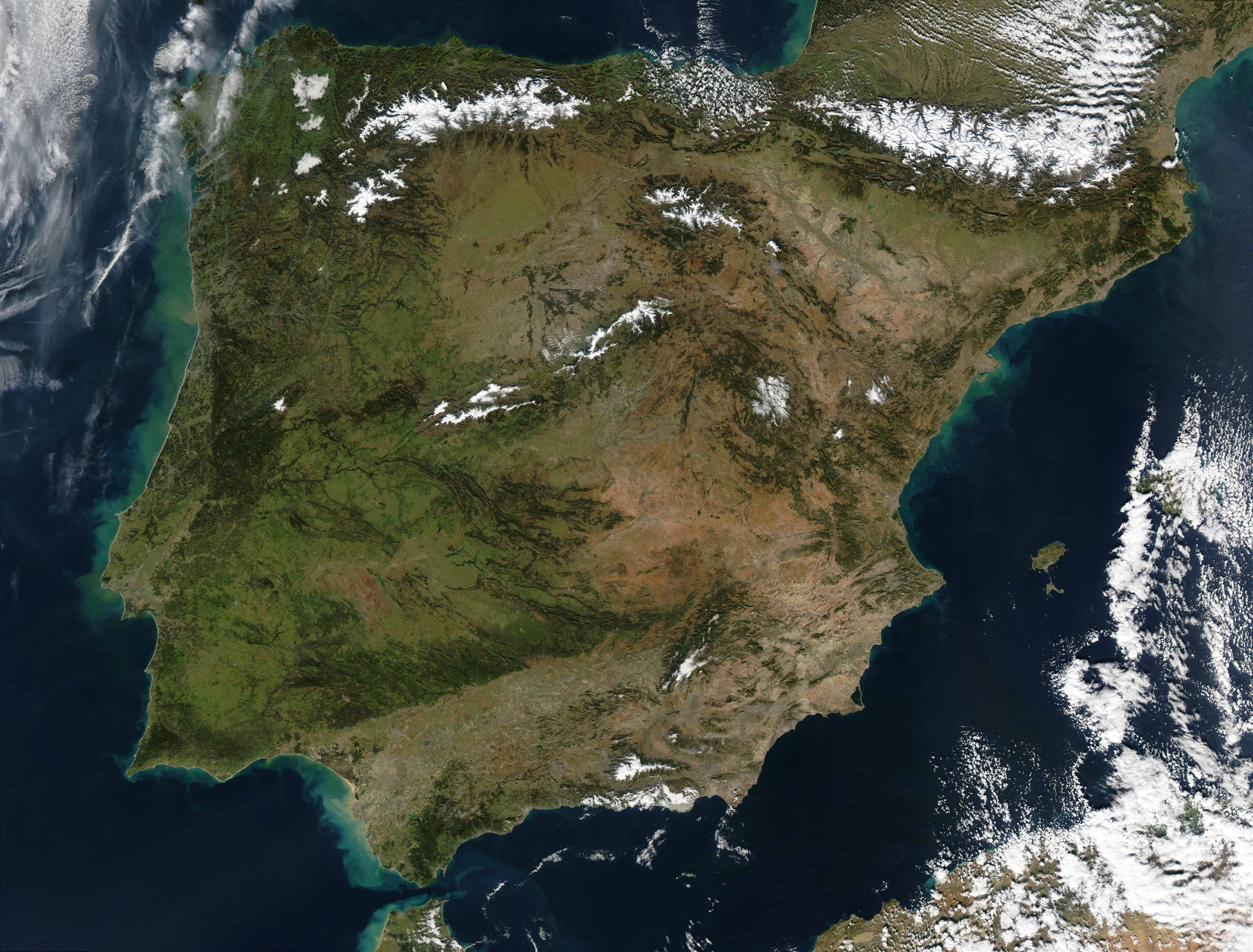
Półwysep Iberyjski

Półwysep Iberyjski (Półwysep Pirenejski, hiszp. i port. Península Ibérica, kat. Península Ibèrica, bask. Iberiar penintsula; w starożytności i średniowieczu Hiszpania) – półwysep znajdujący się w południowo-zachodniej części Europy. Od pozostałej części kontynentu oddzielają go Pireneje na północnym wschodzie, od zachodu i częściowo północy i południa otacza go Ocean Atlantycki, a od wschodu i południowego wschodu Morze Śródziemne. Od Afryki oddziela go Cieśnina Gibraltarska. Powierzchnia półwyspu wynosi ok. 580 tys. km². Jest drugim co do wielkości półwyspem w Europie.

## Geografia[1]

### Topografia
Linia brzegowa półwyspu jest słabo rozwinięta, z wybrzeżem północno-zachodnim typu riasowego. Większość powierzchni półwyspu zajęta jest przez wyżyny i góry. Ponad 60% powierzchni to Meseta Iberyjska, od wschodu ograniczona Górami Iberyjskimi, a na południe ciągną się Góry Betyckie, z najwyższym szczytem Półwyspu Iberyjskiego – Mulhacén (3478 m n.p.m.). Kotlina Aragońska oddziela Pireneje od Gór Iberyjskich. Na południowych wybrzeżach nadmorskich występują wąskie pasy nizin.

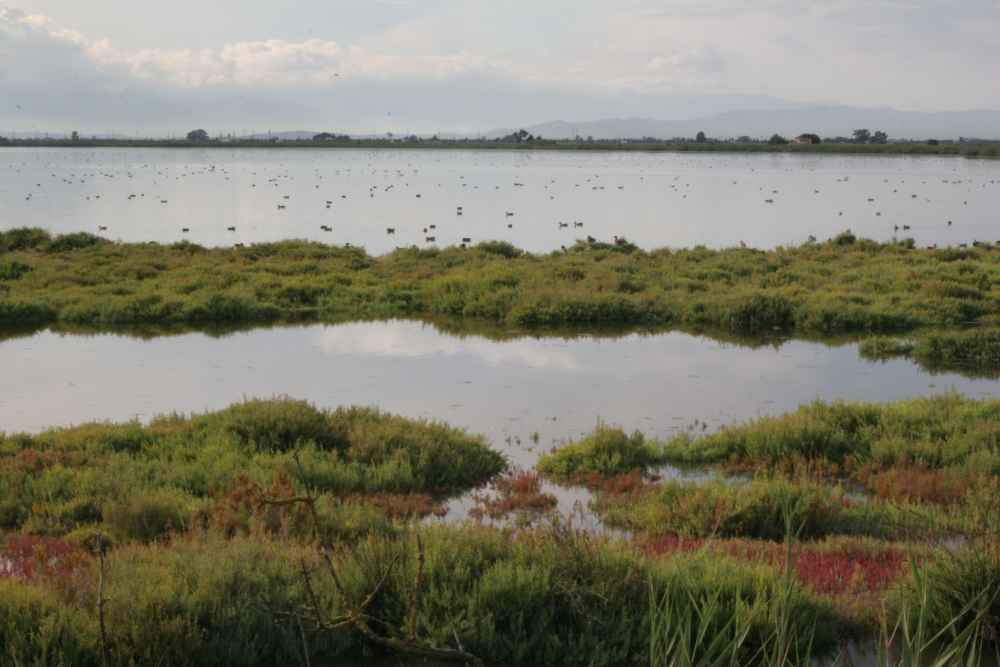
Rzeka Ebro

### Główne rzeki
- Ebro
- Duero
- Tag
- Gwadiana
- Gwadalkiwir
- Júcar

### Klimat
- Klimat podzwrotnikowy
  - Na północy i północnym zachodzie odmiana morska
  - We wnętrzu półwyspu odmiana sucha
  - Na południowym i południowo-wschodnim wybrzeżu występuje klimat śródziemnomorski
- Średnia temperatura stycznia 3 –7 °C do 10–12 °C na południu
- Średnia temperatura lipca 18–20 °C na północy i północnym zachodzie do 28 °C na północnym wschodzie
- Średnia roczna suma opadów 300–600 mm
  - na północy i północnym zachodzie 700–1000 mm
  - w górach do 2000 mm

## Geologia[1]

Półwysep Iberyjski – Geologia

Półwysep Iberyjski zawiera skały ze wszystkich okresów geologicznych, i reprezentowany jest prawie każdy rodzaj skały. Rdzeń Półwyspu Iberyjskiego składa się z hercyńskiego bloku kratonicznego – Masywu Iberyjskiego. Na północnym wschodzie graniczy on z pirenejskim pasem fałdowym, a na południowym wschodzie z systemem Gór Betyckich. Te podwójne łańcuchy są częścią pasma alpejskiego. Od zachodu granica kontynentalna utworzona jest przez ubogie w magmę otwarcie Oceanu Atlantyckiego. Natomiast Pas Hercyński jest w większości zakopany przez mezozoiczne i trzeciorzędowe skały pokrywające na wschodzie, ale na powierzchnię wysuwają się i tak Góry Iberyjskie i system kataloński.

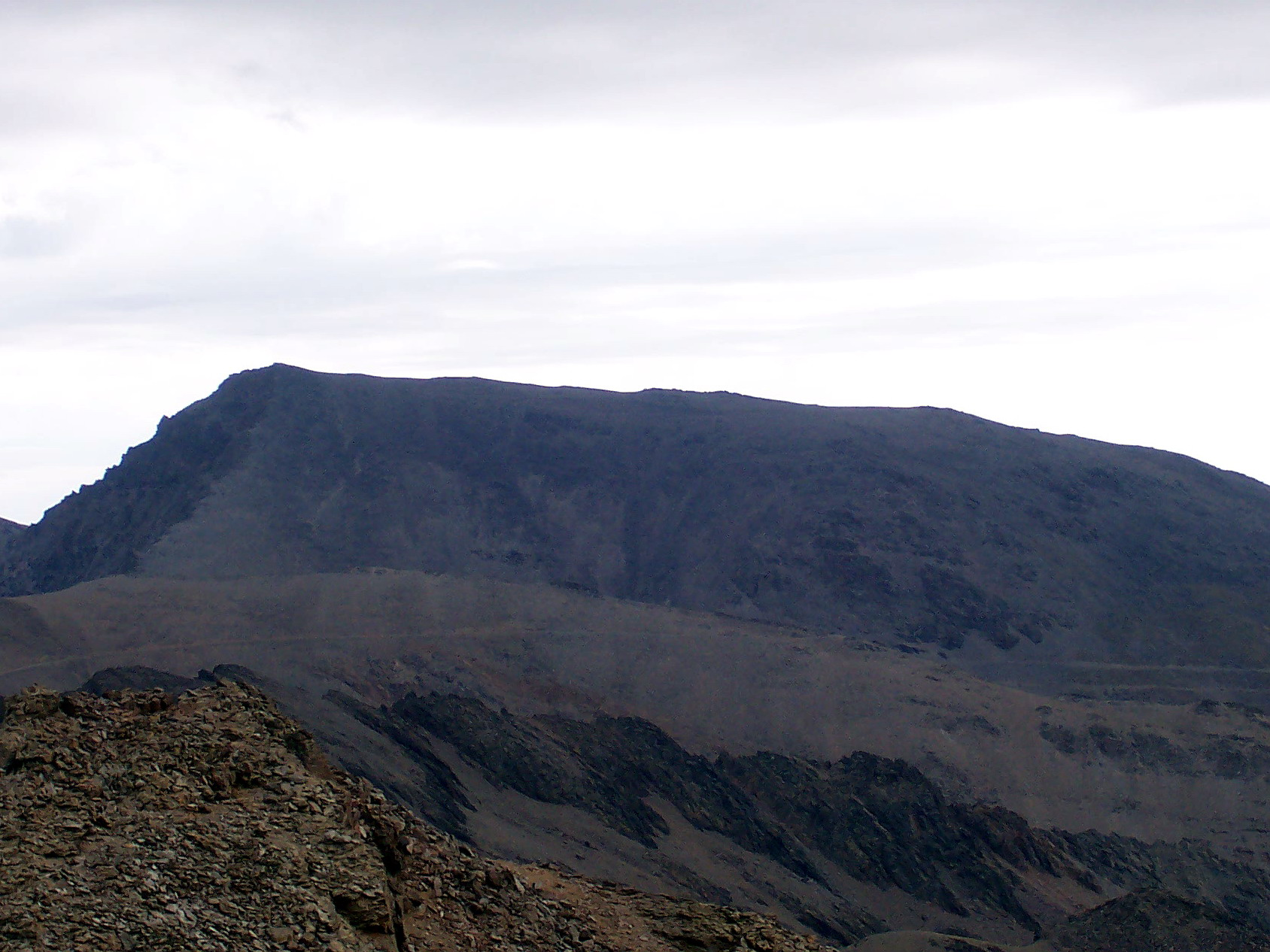
Mulhacen, Góry Betyckie

### Bogactwa mineralne
- węgiel kamienny

- węgiel brunatny
- rudy żelaza (m.in. piryt)

- miedź

- cynk
- lit
- wolfram
- rtęć

## Podział polityczny
| Podmiot polityczny | Populacja  | Powierzchnia (km²) | Stolica   |
| ------------------ | ---------- | ------------------ | --------- |
| Andora             | 86 823     | 467,76             | Andora    |
| Gibraltar          | 29 321     | 6,50               | Gibraltar |
| Hiszpania          | 48 126 561 | 493 519            | Madryt    |
| Portugalia         | 10 578 627 | 89 261             | Lizbona   |
| Razem              | 58 821 332 | 583 254            |           |

## Największe miasta
Metropolie mające powyżej 1 miliona mieszkańców w zespole miejskim wraz z liczbą mieszkańców danego miasta:
| Miasto    | Centrum administracyjne | Zespół miejski | Zespół metropolitalny |
| --------- | ----------------------- | -------------- | --------------------- |
| Madryt    | 3 182 981               | 6 385 000      | 6 476 838             |
| Barcelona | 1 620 809               | 4 840 000      | 5 474 482             |
| Walencja  | 787 808                 | 1 595 000      | 2 522 383             |
| Sewilla   | 689 434                 | 1 115 000      | 1 943 191             |
| Lizbona   | 505 526                 | 2 715 000      | 2 821 349             |
| Porto     | 237 591                 | 1 490 000      | 1 719 021             |